# 21e cérémonie des prix Génie
La 21e cérémonie des Prix Génie s'est déroulé le 29 janvier 2001 pour récompenser les films sortis en 2000. La soirée a été animée par Brian Linehan (en).

## Palmarès
Le vainqueur de chaque catégorie est indiqué en gras

### Meilleur documentaire
- Le Peuple de l'herbe, Ron Mann (en)
  - Cinéma Vérité: Defining the Moment (en), Adam Symansky, Éric Michel, Peter Wintonick
  - Pluie de pierres à Whiskey Trench, Alanis Obomsawin
  - Spirits of Havana, Peter Starr, Luis O. Garcia, Bay Weyman
  - The Fairy Faith, John Walker (en), Kent Martin

### Meilleur court métrage d'animation
- Le Village des idiots, Eugene Fedorenko et Rose Newlove
  - Coucou, monsieur Edgar! (en), Thérèse Descary, Pierre M. Trudeau,
  - Du big bang à mardi matin (en), Thérèse Descary, Claude Cloutier, Marcel Jean, Jean-Jacques Leduc